# Янисъярви (посёлок при станции)
Я́нисъярви (фин. и карел. Jänisjärvi, дословно как «Заячье озеро») — станция (тип населённого пункта) в Питкярантском районе Республики Карелия в России. Входила в упразднённое в 2023 году Харлуское сельское поселение.

## География
Расположен на южном берегу озера Янисъярви.

## Население
| 2002 | 2009 | 2010 | 2013 |
| ---- | ---- | ---- | ---- |
| 53   | ↘36  | ↗37  | ↗41  |

## Инфраструктура
Путевое хозяйство. Действует железнодорожная станция Янисъярви.

## Транспорт
Автомобильный и железнодорожный транспорт.